# Kenno Ruukel
Kenno Ruukel (* 25. Dezember 1997) ist ein estnischer Skispringer.

## Werdegang
International startete Ruukel in den Jahren 2016 und 2017 im FIS-Cup. Er debütierte am 16. und 17. Januar 2016 in Zakopane, wo er die Plätze 75 und 71 belegte. In rund 20 FIS-Cup-Teilnahmen war sein bestes Endergebnis ein 27. Platz im Januar 2017.
Bei den Estnischen Sommer-Meisterschaften 2016 in Otepää gewann Ruukel im Mannschaftswettbewerb zusammen mit Karl-August Tiirmaa und Artti Aigro die Goldmedaille.